# جيريمياس ليديسما
جيريمياس كونان ليديسما (مواليد 13 فبراير 1993) هو لاعب كرة قدم أرجنتيني محترف يلعب في مركز حارس مرمى في نادي ريفر بليت ضمن دوري الدرجة الأولى الأرجنتيني، سبق له خوض تجربة إحترافية مع نادي قادش الإسباني، على مستوى الدولي كان أحد اللاعبين الذين تزيد أعمارهم عن 23 عامًا والذين اختارهم فرناندو باتيستا للمشاركة في منافسة كرة القدم ضمن دورة الألعاب الأولمبية الصيفية 2020 في طوكيو مع المنتخب الأرجنتيني تحت 23 عامًا، شارك في العديد من المباريات الودية خلال النصف الأول من عام 2021، ثم لعب في جميع المباريات الثلاث في المرحلة الأولى من الألعاب، حيث احتلت الأرجنتين المركز الثالث في مجموعتها وخرجت.
.

## المسيرة الكروية
قضى ليديسما فترة في صفوف راسينغ كلوب دي بيرغامينو، قبل انتقاله إلى روزاريو سنترال عام 2006. ظهر لأول مرة في تشكيلة الفريق الأول للنادي في يونيو 2013 عندما كان بديلاً غير مستخدم في مباراتي الدرجة الأولى ب أمام معهد أتلتيكو سنترال قرطبة المركزي وديبورتيفو ميرلو. ومع ذلك، فقد استغرق الأمر من ليديسما ما يقرب من خمسة مواسم أخرى ليظهر لأول مرة كلاعب محترف. وصل الأمر في النهاية في 25 أبريل 2017 خلال مباراة كأس الأرجنتين مع كانويلاس، حيث لعب طوال مدة المباراة التي انتهت بفوز الفريق 1-0. وبعد ستة أشهر، في شهر أكتوبر، شارك في الدوري المحلي في مباراة دوري الدرجة الأولى الأرجنتيني ضد نادي أتلتيكو تيغري.
في 25 أغسطس 2020، انتقل ليديسما إلى الخارج لأول مرة في مسيرته الكروية بعد أن وافق على عقد إعارة لمدة عام واحد مع الوافد الجديد على الدوري الإسباني الوافد الجديد القادس |القادس مع خيار الشراء. كان ظهوره الأول في مباراة خارج أرضه ضد أتلتيك بلباو في الأول من أكتوبر. جاءت مباراته رقم 100 في مسيرته في 29 ديسمبر في مباراة انتهت بالتعادل بدون أهداف مع بلد الوليد. أنهى ليديسما موسم 2020-21 بـ 32 مباراة قبل أن يقوم نادس قادش بتفعيل خيار الشراء في 22 مايو 2021، حيث وقع ليديسما عقدًا مع النادي الإسباني حتى نهاية يونيو 2025.

## مسيرتها الدولية
في أكتوبر 2020، استُدعي ليديسما للانضمام إلى المنتخب الأرجنتيني الأول بقيادة المدرب ليونيل سكالوني؛ ليحل محل المصاب خوان موسو.، في عام 2021 كان جزءًا من منتخب الأرجنتين تحت 23 سنة لكرة القدم في دورة منافسات كرة القدم في الألعاب الأولمبية الصيفية 2020 في طوكيو، وفقًا لقواعد ضم لاعبين فوق السن مسموح لهم المشاركة مع المنتخب الأولمبي الوطني.

## إحصائيات

### مع النادي
آخر تحديث 06 نوفمبر 2023.
| النادي         | الموسم  | الدوري         | الدوري | الدوري  | الكأس الوطنية | الكأس الوطنية | كأس الدوري | كأس الدوري | البطولات القارية | البطولات القارية | أخرى | أخرى    | الإجمالي | الإجمالي |
| النادي         | الموسم  | القسم          | لعب    | الأهداف | لعب           | الأهداف       | لعب        | الأهداف    | لعب              | الأهداف          | لعب  | الأهداف | لعب      | الأهداف  |
| -------------- | ------- | -------------- | ------ | ------- | ------------- | ------------- | ---------- | ---------- | ---------------- | ---------------- | ---- | ------- | -------- | -------- |
| روزاريو سنترال | 2012–13 | الدرجة الثانية | 0      | 0       | 0             | 0             | —          | —          | —                | —                | 0    | 0       | 0        | 0        |
| روزاريو سنترال | 2013–14 | الدرجة الأولى  | 0      | 0       | 0             | 0             | —          | —          | —                | —                | 0    | 0       | 0        | 0        |
| روزاريو سنترال | 2014    | الدرجة الأولى  | 0      | 0       | 0             | 0             | —          | —          | 0                | 0                | 0    | 0       | 0        | 0        |
| روزاريو سنترال | 2015    | الدرجة الأولى  | 0      | 0       | 0             | 0             | —          | —          | —                | —                | 0    | 0       | 0        | 0        |
| روزاريو سنترال | 2016    | الدرجة الأولى  | 0      | 0       | 0             | 0             | —          | —          | 0                | 0                | 0    | 0       | 0        | 0        |
| روزاريو سنترال | 2016–17 | الدرجة الأولى  | 0      | 0       | 1             | 0             | —          | —          | —                | —                | 0    | 0       | 1        | 0        |
| روزاريو سنترال | 2017–18 | الدرجة الأولى  | 20     | 0       | 0             | 0             | —          | —          | 2                | 0                | 0    | 0       | 22       | 0        |
| روزاريو سنترال | 2018–19 | الدرجة الأولى  | 24     | 0       | 7             | 0             | 2          | 0          | 6                | 0                | 1    | 0       | 40       | 0        |
| روزاريو سنترال | 2019–20 | الدرجة الأولى  | 23     | 0       | 0             | 0             | 1          | 0          | 0                | 0                | 0    | 0       | 24       | 0        |
| روزاريو سنترال | المجموع | المجموع        | 67     | 0       | 8             | 0             | 3          | 0          | 8                | 0                | 1    | 0       | 87       | 0        |
| قادش (إعارة)   | 2020–21 | لا ليغا        | 32     | 0       | 0             | 0             | —          | —          | —                | —                | 0    | 0       | 32       | 0        |
| قادش           | 2021–22 | لا ليغا        | 38     | 0       | 0             | 0             | —          | —          | —                | —                | 0    | 0       | 38       | 0        |
| قادش           | 2022–23 | لا ليغا        | 34     | 0       | 0             | 0             | —          | —          | —                | —                | 0    | 0       | 34       | 0        |
| قادش           | 2023–24 | لا ليغا        | 34     | 0       | 0             | 0             | —          | —          | —                | —                | 0    | 0       | 12       | 0        |
| قادش           | المجموع | المجموع        | 138    | 0       | 0             | 0             | 0          | 0          | 0                | 0                | 0    | 0       | 138      | 0        |
| إجمالي         | إجمالي  | إجمالي         | 205    | 0       | 8             | 0             | 3          | 0          | 8                | 0                | 1    | 0       | 225      | 0        |

1. ↑  الظهور(ات) في كأس سود أمريكانا
2. ↑  الظهور في كأس ليبرتادوريس
3. ↑  الظهور في كأس السوبر الأرجنتيني

## الإنجازات
روزاريو سنترال
- بريميرا بي ناسيونال: 2012–13
- كأس الأرجنتين: 2017–18